# Малобелозёрский сельский совет (Васильевский район)
Малобелозёрский сельский совет (укр. Малобілозерська сільська рада) — входит в состав Васильевского района Запорожской области Украины.
Административный центр сельского совета находится в Малой Белозёрке.

## История
- 1954 — дата образования.

## Населённые пункты совета
- с. Малая Белозёрка
- с. Новобелозёрка